# Caramoan
Caramoan (Bayan ng Caramoan) är en kommun i Filippinerna. Kommunen ligger på ön Luzon, och tillhör provinsen Camarines Sur. Folkmängden uppgår till 47 605 invånare år 2015.

## Barangayer
Caramoan är indelat i 49 barangayer.
| - Agaas - Antolon - Bacgong - Bahay - Bikal - Binanuahan (Pob.) - Cabacongan - Cadong - Colongcogong - Canatuan - Caputatan - Gogon - Daraga - Gata - Gibgos - Guijalo | - Hanopol - Hanoy - Haponan - Ilawod - Ili-Centro (Pob.) - Lidong - Lubas - Malabog - Maligaya - Mampirao - Mandiclum - Maqueda - Minalaba - Oring - Oroc-Osoc - Pagolinan - Pandanan | - Paniman - Patag-Belen - Pili-Centro - Pili-Tabiguian - Poloan - Salvacion - San Roque - San Vicente - Sta. Cruz - Solnopan (Pob.) - Tabgon - Tabiguian - Tabog - Tawog (Pob.) - Toboan - Terogo |